# Heinz Arnold
Heinz Arnold (12 de febrero de 1919 en Flöha, Sajonia – 17 de abril de 1945) fue un as de la aviación de la Luftwaffe alemán. Acreditado con 49 victorias aéreas, incluyendo siete victorias reclamadas volando el caza jet Messerschmitt Me 262.
Arnold se unió a la Luftwaffe en septiembre de 1939, entrenando para un rol técnico con la Kampffliegerschule en Tutow. Arnold comenzó a entrenar en vuelo en enero de 1940 con el Flieger Ausbildungs Rgt. 12., antes del entrenamiento avanzado con la Jagdfliegerschule 5 a fines de 1940. 
Arnold fue enviado a la Jagdgeschwader 5 en el Frente Ártico. Él demandó unas 42 victorias durante 1942-44, antes de transferirse a la 11 staffel, JG 7 para volar los me 262. El Oberfeldwebel Arnold obtuvo otras 7 victorias (incluyendo cinco bombarderos de cuatro motores) en marzo de 1945.
El Me 262 A-1a de Arnold (Werknummer 500491—número de fábrica) "Amarillo 7" estaba inutilizable en Alt Lönnewitz cuando, el 17 de abril de 1945, tras tomar uno de sustitución, Arnold fue derribado y muerto en combate aéreo posiblemente por cazas P-51 de la USAAF, durante una misión de ataque a tierra cerca de Großebersdorf, en el área de Thuringer Wald, Alemania.
Heinz Arnold fue acreditado con 49 victorias, 42 sobre el Frente Oriental. De las 7 victorias en el frente occidental, 5 fueron bombarderos de cuatro motores. Todas sus victorias en el frente occidental se declararon volando el avión de combate Me 262. 
Su Me 262 W.Nr.500491, con las marcas de sus victorias personales, está actualmente expuesto en el Instituto Smithsoniano, Washington D. C. (Estados Unidos).

### Citas
1. ↑  For a list of Luftwaffe Jet aces see List of German World War II jet aces
2. ↑  Radinger & Schick 1993, p. 60.